# Bérénice Bejo
Bérénice Bejo (født 7. juli 1976) er en argentinsk-fransk skuespiller. Hun er gift med Michel Hazanavicius.
Bejo blev nomineret til en Oscar for bedste kvindelige birolle for sin rolle som Peppy Miller i The Artist (2011).

## Eksterne link
- Wikimedia Commons har flere filer relateret til Bérénice Bejo
- Bérénice Bejo på Internet Movie Database (engelsk)
- Bérénice Bejo på Filmdatabasen
- Bérénice Bejo på Scope
- Bérénice Bejo på Svensk Filmdatabas (svensk)
- Bérénice Bejo på AlloCiné (fransk)
- Bérénice Bejo på AllMovie (engelsk)
- Bérénice Bejo på Turner Classic Movies (engelsk)
- Bérénice Bejo på The Movie Database (engelsk)